# Philodendron mamei
Philodendron mamei là một loài thực vật có hoa trong họ Ráy (Araceae). Loài này được André miêu tả khoa học đầu tiên năm 1883.